# 深水白鮭
深水白鮭，為輻鰭魚綱鮭形目鮭科的一種，原產於美國和加拿大間的五大湖區，已絕種。其特徵為，細長的身體, 中等側扁。頭部相當長，吻窄且延長；口端位，下頜通常等於上頜但是可能更長或更短。整體的顏色銀色並帶有粉紅的彩虹色。藍灰色或綠色的背面，側邊為藍綠色，腹面銀白色。在前頜骨與頭部的頂端有色素沈著。魚鰭主要透明或白色，腹鰭無斑點的，背鰭軟條9至11枚；臀鰭軟條10至16枚，體長可達26.5公分。主要棲息在接近湖底的深水區，屬肉食性。曾為重要的經濟魚類，因過度捕撈而導致滅絕。